# صالح راتب
صالح راتب (عربی: صَالِح إبرَاهِيْم رَاتِب؛ زادهٔ ۱۸ دسامبر ۱۹۹۴) بازیکن فوتبال اهل اردن است.
از باشگاه‌هایی که در آن بازی کرده است می‌توان به باشگاه ورزشی الوحدات اشاره کرد.
وی همچنین در تیم‌های ملی فوتبال زیر ۲۳ سال اردن، و اردن بازی کرده است.